# Zoopark XII Misiatsiv
Zoopark XII Misiatsiv (ukrainska: Зоопарк XII Miсяцiв, '12-månadersdjurparken') är en mindre privatägd djurpark belägen i den ukrainska staden Demydiv, 40 kilometer väst om Ukrainas huvudstad Kiev. Den marknadsför bland annat sitt bestånd av vita lejon.